# Кіквідзе (хутір)
Кіквідзе (рос. Киквидзе) — хутір у Новоніколаєвському районі Волгоградської області Російської Федерації.
Населення становить 265  осіб. Входить до складу муніципального утворення Хоперське сільське поселення.

## Історія
Хутір розташований у межах українського історичного та культурного регіону Жовтий Клин.
Згідно із законом від 22 грудня 2004 року N 975-ОД органом місцевого самоврядування є Хоперське сільське поселення.

## Населення
| 1959 | 1970  | 1979  | 2010 |
| ---- | ----- | ----- | ---- |
| 2308 | ↗3840 | ↗4423 | ↘265 |